# Сігулдський край
Сігу́лдський край (латис. Siguldas novads) — адміністративно-територіальна одиниця Латвійської Республіки. Розташований у центральній частині країни, в історичному регіоні Ліфляндія. Адміністративний центр — Сігулда. Створений 2021 року. Площа — 1030,1 км². Населення — 30 625 осіб (2021). До складу краю входять 1 місто і 7 волостей.

## Історія
Край утворений 1 липня 2021 року шляхом об'єднання Сігулдського, Інчукалнської волості Інчукалнського, Крімулдського, Малпілського країв, після адміністративно-територіальної реформи Латвії 2021 року.

## Адміністративний поділ
- місто - Сігулда
- 7 волостей - Аллазька, Інчукалнська, Кремульдзька, Ледурзька, Малпілська, Мореська та Сігулдська

## Населення
Національний склад краю за результатами перепису населення Латвії 2011 року.
| Національність | К-сть | % |
| -------------- | ----- | - |